# فاسينبات

الشعار

فاسينبات ( الإسبانية: Fábrica Sin Patrones، ت.ح. 'Factory Without Bosses' أو أختصارًا FaSinPat )، والمعروف سابقًا باسم زانون ، هو مصنع بلاط سيراميك يديره العمال في مقاطعة نيوكوين جنوب الأرجنتين ، وأحد أبرز المصانع في حركة تعافي المصانع في الأرجنتين.

## افتتاح المصنع
افتُتح المصنع في أوائل ثمانينيات القرن العشرين على يد لويس زانون ، عندما كانت الأرجنتين تحت حكم ديكتاتوري. ووفقًا لأليخاندرو لوبيز، ممثل نقابة العمال، فقد بُني مصنع زانون على أرض عامة باستخدام تمويل عام من الحكومات الوطنية والإقليمية، والذي لم يُسدد أبدًا.  في العرض الافتتاحي، هنأ لويجي زانون الحكومة العسكرية على «حفاظها على الأرجنتين آمنة للاستثمارات». خلال التسعينيات، نما زانون بفضل القروض من الحكومات الوطنية والإقليمية؛ وكان لويجي زانون صديقًا مقربًا لكل من الرئيس السابق كارلوس منعم وحاكم نيوكوين السابق، خورخي سوبيش.
وفقًا للوبيز، خضعت نقابة عمال زانون لسيطرة عناصر إجرامية تواطأت مع أصحاب المصانع خلال تسعينيات القرن الماضي، حين كانت قوانين العمل الأرجنتينية لا توفر حماية تُذكر للعمال. في عام 2000م، وبعد استعادتهم السيطرة على قيادة النقابة، بدأ عمال زانون يطالبون بتحسين ظروف العمل. أدى تزايد النشاط العمالي إلى صراع حاد مع صاحب المصنع، الذي بدأ بتسريح العمال حتى قرر إغلاق المصانع عام 2001م أملًا في توظيف قوة عاملة أكثر طاعة في المستقبل.

## إغلاق مصنع زانون واستيلاء العمال عليه
بعد إغلاق مصنع زانون، احتل العمال المصنع المهجور في محاولة يائسة للحفاظ على وظائفهم. وبرروا ذلك بالمبلغ الكبير من المال المستحق لهم كأجور متأخرة، وحقيقة أن مصنع زانون قد تم بناؤه بأموال عامة، بالإضافة إلى المخاوف بشأن تجريد الأصول. حدثت هذه الأحداث في السياق العام للاضطرابات التي أحدثتها الأزمة الاقتصادية عام 2001م. بعد الاحتلال الأولي، أمضى العمال أشهرًا في التخييم خارج المصنع دون تلقي أي أجور. وفي مواجهة محاولة إغلاق من إدارة زانون، صوت العمال في 2 أكتوبر 2001م على البقاء في المصنع. وفي 2 مارس 2002م، استأنف 240 عاملاً الإنتاج لأول مرة دون إشراف إدارة زانون. 
في البداية، لم يُبدِ لويجي زانون مقاومةً صريحةً للاستيلاء. في عام ٢٠٠٢م، تخلت الحكومة عن تعادل البيزو مقابل الدولار الثابت، وأصدرت مرسومًا بتحويل جميع الحسابات المصرفية المقومة بالدولار إلى بيزو بالسعر الرسمي. ونتيجةً لتغير البيئة الاقتصادية، استعادت شركة فاسينبات أرباحها، وحاول لويجي زانون استعادة ملكية المصنع. وشمل ذلك اتخاذ إجراءات قانونية وممارسة ضغوط لإجبار الحكومة على طرد جميع العمال. كما تعرّضت فاسينبات لعنف متزايد وتهديدات بالقتل، مثل اختطاف وتعذيب عاملة في مارس ٢٠٠٥م. 
حقق مصنع فاسينبات نجاحًا ماليًا وتوسعًا ملحوظًا. خلال أربع سنوات من التشغيل، تم توظيف أكثر من 170م عاملًا جديدًا، ليصل إجمالي عدد العمال إلى 410 بحلول أبريل 2005م.  ويُعدُّ مصنع فاسينبات، الذي يديره العمال، معاقًا في ربحيته، إذ يدفع ثمن الكهرباء والغاز كاملًا، بينما كان المالك السابق يدفع 20% فقط. يُعدُّ مصنع فاسينبات المصنع الوحيد في نيوكوين الذي يفعل ذلك. ولم تشترِ مقاطعة نيوكوين أي بلاط من فاسينبات خلال ثماني سنوات.

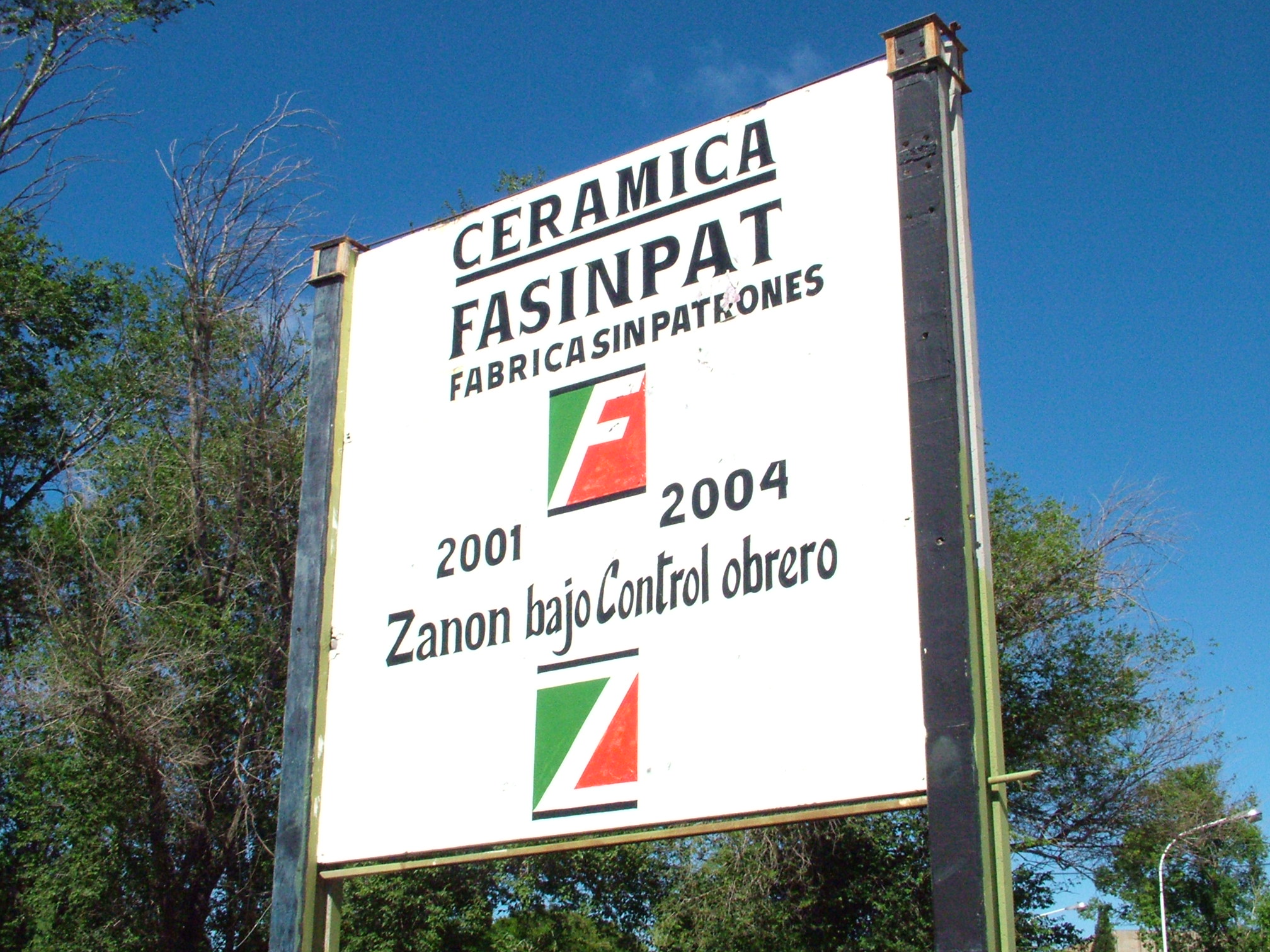
علامة عند المدخل.

عززت شركة فاسينبات علاقتها بالمجتمع المحيط بها. منذ البداية، تبرع المصنع المُستعاد بالبلاط للمراكز المجتمعية والمستشفيات، ونظم أنشطة ثقافية للمجتمع في مقره. في عام ٢٠٠٥م، صوّتت فاسينبات على بناء عيادة صحية مُجتمعية في حي نويفا إسبانيا الفقير. كان سكان نويفا إسبانيا يطالبون بمثل هذه العيادة من الحكومة الإقليمية لعقدين من الزمن؛ وقد بنتها فاسينبات في ثلاثة أشهر فقط.  كما يقدم العمال تبرعات شهرية لمطابخ الحساء والمستشفيات. كان لدعم المجتمع أهمية بالغة في حماية المصنع المُستعاد من التهديدات التي يتعرض لها.
في 14 أغسطس 2009م، صوت المجلس التشريعي الإقليمي على مصادرة المصنع لصالح تعاونية زانون قانونيًا وإلى أجل غير مسمى بأغلبية 26 صوتًا مقابل 9 أصوات معارضة. كما وافقت الولاية أيضًا على سداد الدائنين الرئيسيين، الذين ما زالوا مدينين بحوالي 22 مليون بيزو (حوالي 7 ملايين دولار). ومن بين هؤلاء الدائنين الرئيسيين البنك الدولي، الذي أخذ منه لويس زانون قرضًا كبيرًا لبدء المصنع، وشركة Sacmi ، وهي شركة إيطالية تنتج آلات السيراميك. ومع ذلك، قاومت التعاونية هذه التحركات، بحجة أن هؤلاء الدائنين شاركوا في إفلاس احتيالي في عام 2001م، وأن زانون نفسه يجب أن يكون مسؤولاً عن هذه الديون، لأن الائتمانات ذهبت إليه شخصيًا، وليس المصنع.

## العلاقة بالنقابية

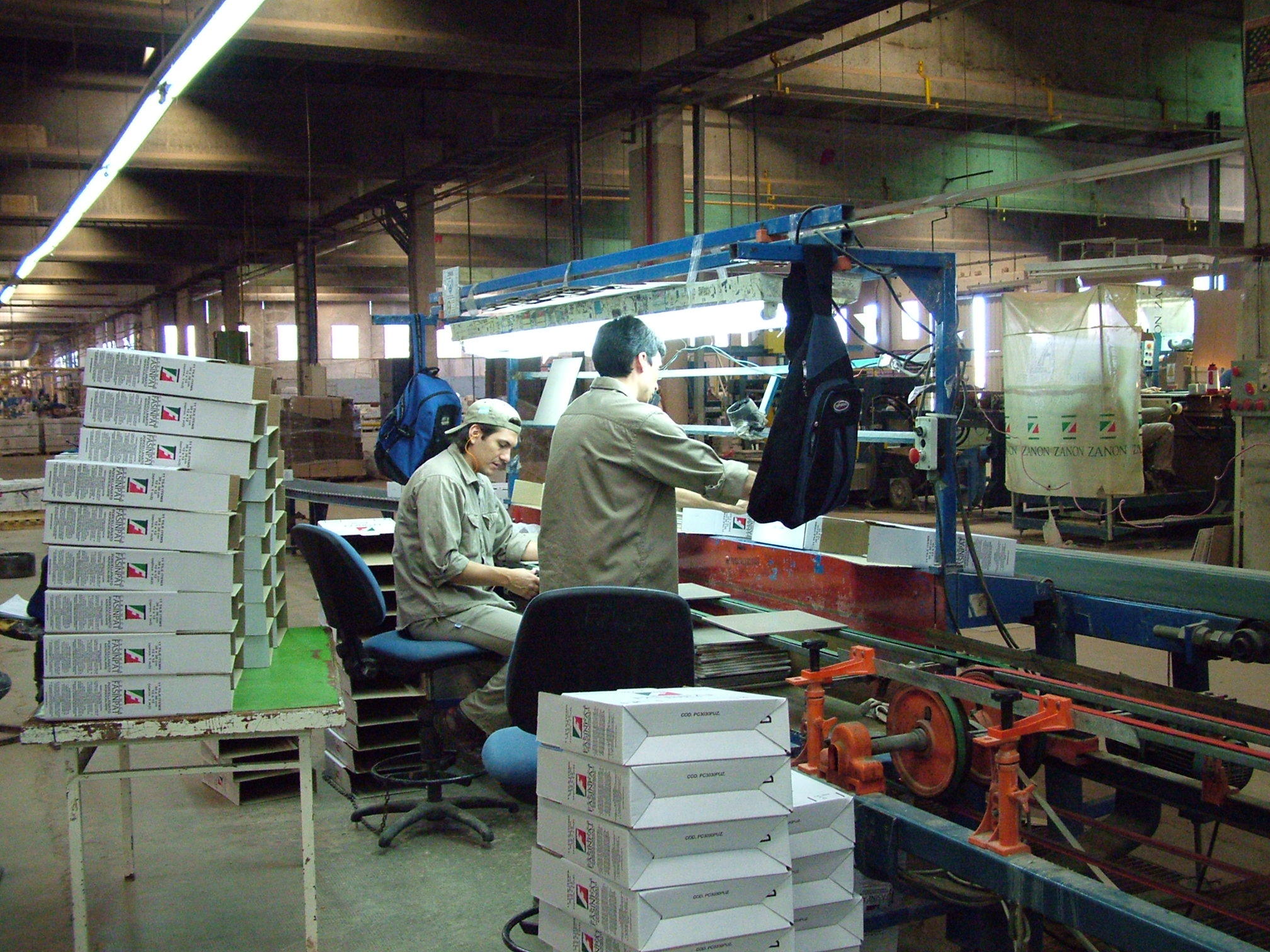
العمل في مصنع فاسينبات.

لعبت مساهمات عمال فاسينبات في تطوير النقابات العمالية ( sindicalismo de base ) دورًا رئيسيًا في قدرتهم على التنظيم فيما بينهم والحفاظ على السيطرة على المصنع. قدم هذا النمط من النقابية، الذي يتضمن جمعيات العمال، والسيطرة على الجمعيات الداخلية، وتشكيل نقابات محلية بديلة، تحديًا للهيكل التنظيمي المهيمن للنقابات القوية مثل CGT (الاتحاد العام للعمل)، الذي يتمتع بتنظيم أكثر بيروقراطية وميل إلى التنازل عن مطالب للإدارات. في عام 2000م، اأستولى عمال زانون على الفرع المحلي 21 من Sindicato de Obreros y Empleados Ceramistas de Neuquén ( SOECN )، وهو فرع من النقابة الوطنية للخزف. ويستند دستور SOCEN إلى ثلاثة مبادئ أساسية: ديمقراطية العمال ، واستقلالية الطبقة ، والأممية ومناهضة الإمبريالية. يمثل أسلوب العمل النقابي الواعي طبقيًا الذي اتبعه عمال زانون في ظل SOECN تحولًا عن الشكل التقليدي للعمل النقابي في الأرجنتين. ومن خلال SOECN ، دعم العمال حركة العمال العاطلين عن العمل في نيوكوين (حركة العمال العاطلين عن العمل) واتحاد العمال العاطلين عن العمل (اتحاد العمال العاطلين عن العمل). 